# فرانكلين بي. زيمرمان
فرانكلين بي. زيمرمان (بالإنجليزية: Franklin B. Zimmerman)‏ هو كاتب غير روائي أمريكي، ولد في 20 يونيو 1923.

## وصلات خارجية
- فرانكلين بي. زيمرمان على موقع ميوزك برينز (الإنجليزية)